# Медаль Победы и Свободы
Медаль Победы и Свободы — государственная награда Польской Народной Республики.

## История
Медаль была учреждена Декретом Государственного Совета Польской Народной Республики от 26 октября 1945 года. Этим же Декретом было утверждено Положение о медали и её описание.
Среди первых награждённых медалью Победы и Свободы были первый президент Польши Б. Берут, Маршал Польши М. Роля-Жимерский.

## Положение
Согласно Положению, медалью Победы и Свободы награждались:
- все военнослужащие возрожденного Народного Войска Польского;
- все военнослужащие, принимавшие активное участие в оборонительной войне в сентябре 1939 года;
- солдаты и офицеры, сражавшиеся в составе Польских вооруженных сил на Западе по их возвращении на родину;
- граждане Польши, сражавшиеся с немецко-фашистскими захватчиками в составе войск союзников за пределами страны;
- участники партизанского движения в Польше и участники движения Сопротивления в Югославии и Франции.

Медалью Победы и Свободы награждались и иностранные граждане. Медаль имела одну степень и награждение ею производилось один раз. Право награждения медалью принадлежало Совету Министров Польской Народной Республики.

## Описание
Медаль Победы и Свободы круглая диаметром 33 мм, изготавливалась из латуни.
Медаль Победы и Свободы носится на левой стороне груди после медали «За Одру, Ниссу, Балтик».
Выпускалась в двух вариантах.

### Первый вариант

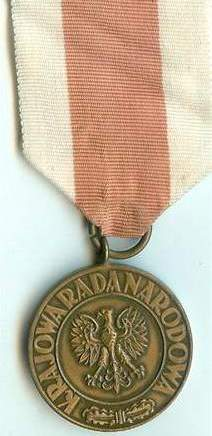
Один из вариантов медали.

Первый вариант. На лицевой стороне медали в центре — изображение некоронованного орла — Государственного герба Польской Народной Республики. Изображение орла по окружности окаймлено узким бортиком. В верхней части медали — три буквы: KRN (Krajowa Rada Narodowa), разделенные точками. Медаль окаймлена венком из дубовых листьев, перевитых в нижней части лентой.
На оборотной стороне медали сделана надпись в четыре строки: «RP / ZWYCIĘSTWO / I WOLNOŚĆ / 9.V.1945». Надписи подчеркнуты узкой чертой.
Все надписи и изображения на медали выпуклые. С обеих сторон медаль окаймлена бортиком.
В верхней части медали имеется ушко с кольцом, с помощью которого медаль крепится к ленте.
Лента медали Победы и Свободы (вариант 1) шелковая муаровая шириной 33 мм с двумя продольными полосами белого и красного цвета шириной 16,5 мм каждая.
Этот вариант медали просуществовал до 1946 года и встречается крайне редко.

### Второй вариант
Второй вариант. На лицевой стороне медали в центре — изображение некоронованного орла — Государственного герба Польской Народной Республики. Изображение орла по окружности окаймлено узким бортиком. По краю медали — надпись: «KRAJOWA RADA NARODOWA». По нижнему краю медали — изображение ветвей дуба, перевитых в средней части лентой.
На оборотной стороне медали сделана надпись в четыре строки: «RP / ZWYCIĘSTWO / I WOLNOŚĆ / 9.V.1945». Надписи подчеркнуты узкой чертой.
Все надписи и изображения на медали выпуклые. С обеих сторон медаль окаймлена бортиком.
В верхней части медали имеется ушко с кольцом, с помощью которого медаль крепится к ленте.
Существует разновидность второго варианта медали, которая отличается от основной тем, что оборотная сторона гладкая матовая.
Лента медали Победы и Свободы (вариант 2) шелковая муаровая красного цвета шириной 35 мм с двумя продольными полосами белого цвета по бокам. Белые полосы отстоят от краев ленты на расстоянии 7 мм. Ширина продольных полос 7 мм.